# Scinax jureia
Scinax jureia és una espècie de granota de la família dels hílids. Només es coneix a l'entorn de la localitat tipus (Juréia, Iguape) a l'estat de São Paulo, el Brasil, on és comuna. No s'han mostrejat zones del voltant i, per tant, es creu que la seva distribució podria ser més àmplia.
Habita prop de masses d'aigua en boscos primaris i secundaris, des del nivell del mar fins als 500 metres d'altitud. Es reprodueix en basses temporals.